# Campeonato Africano de Atletismo de 2024 - 400 m masculino
A prova dos 400 metros masculino do Campeonato Africano de Atletismo de 2024 foi disputada entre os dias 21 a 23 de junho, no Estádio de Japoma, em Duala, nos Camarões.

## Recordes
Antes desta competição, os recordes mundiais e do campeonato nesta prova eram os seguintes:
|                       | Nome              | Nacionalidade | Tempo  | Local          | Data                 |
| --------------------- | ----------------- | ------------- | ------ | -------------- | -------------------- |
| Recorde mundial       | Wayde van Niekerk | África do Sul | 43s 03 | Rio de Janeiro | 14 de agosto de 2016 |
| Recorde do campeonato | Isaac Makwala     | Botswana      | 44s 23 | Marraquexe     | 12 de agosto de 2014 |
| Recorde africano      | Wayde van Niekerk | África do Sul | 43s 03 | Rio de Janeiro | 14 de agosto de 2016 |

## Medalhistas
| Ouro                       | Prata           | Bronze             |
| Cheikh Tidiane Diouf (SEN) | Lee Eppie (BOT) | Samuel Ogazi (NGR) |

## Cronograma
Todos os horários são locais (UTC+1).
| Data        | Hora  | Evento    |
| ----------- | ----- | --------- |
| 21 de junho | 16:05 | Bateria   |
| 22 de junho | 17:53 | Semifinal |
| 23 de junho | 16:50 | Final     |

## Resultados

### Bateria
Qualificação: 2 atletas de cada bateria (Q) mais os 6 melhores qualificados (q).
| Posição | Bateria | Atleta                  | Nacionalidade | Tempo | Notas |
| ------- | ------- | ----------------------- | ------------- | ----- | ----- |
| 1       | 5       | Antony Pesela           | Botswana      | 45.85 | Q     |
| 2       | 4       | Cheikh Tidiane Diouf    | Senegal       | 46.09 | Q     |
| 3       | 4       | Boitumelo Masilo        | Botswana      | 46.11 | Q     |
| 4       | 1       | Kevin Kipkorir          | Quênia        | 46.13 | Q     |
| 4       | 3       | Dubem Amene             | Nigéria       | 46.13 | Q     |
| 6       | 2       | Chidi Okezie            | Nigéria       | 46.15 | Q     |
| 7       | 3       | Adrian Swart            | África do Sul | 46.17 | Q     |
| 8       | 5       | Dennis Hove             | Zimbabwe      | 46.18 | Q     |
| 9       | 2       | Boniface Mweresa        | Quênia        | 46.32 | Q     |
| 10      | 4       | Takudzwa Chiyangwa      | Zimbabwe      | 46.47 | q     |
| 11      | 5       | Mthi Mthimkulu          | África do Sul | 46.50 | q     |
| 12      | 2       | Lee Eppie               | Botswana      | 46.52 | q     |
| 13      | 1       | Samuel Ogazi            | Nigéria       | 46.56 | Q     |
| 14      | 3       | Aaron Adoli             | Uganda        | 46.70 | q     |
| 15      | 2       | Abdennour Bendjemaa     | Argélia       | 46.74 | q     |
| 16      | 1       | Mohamed Zerhoum         | Marrocos      | 46.76 | q     |
| 17      | 2       | Gerren Muwishi          | Zimbabwe      | 46.82 |       |
| 18      | 1       | Gardeo Isaacs           | África do Sul | 46.85 |       |
| 19      | 5       | El Hadji Malick Soumare | Senegal       | 46.98 |       |
| 20      | 5       | Kelvin Sane Tauta       | Quênia        | 47.49 |       |
| 21      | 4       | Elvis Gaseb             | Namíbia       | 47.58 |       |
| 22      | 1       | Ivan Geldenhuys         | Namíbia       | 48.22 |       |
| 23      | 2       | Evariste Nana Kuate     | Camarões      | 48.29 |       |
| 24      | 2       | Elton Hoeseb            | Namíbia       | 48.57 |       |
| 25      | 5       | Jules Waiga             | Benim         | 48.73 |       |
| 26      | 3       | Melkamu Assefa          | Etiópia       | 49.45 |       |
| 27      | 4       | Godwin Edmond Hounthon  | Benim         | 49.59 |       |
| 28      | 3       | Nsangous Tetdap         | Camarões      | 50.51 |       |
| 98      | 2       | Fabrice Tenkeu Kengne   | Camarões      | DNF   |       |
| 98      | 5       | Caleb Vadivello         | Seicheles     | DNF   |       |
| 99      | 3       | Abdou Idhat             | Senegal       | {DNS  |       |
| 99      | 3       | Patrice Remandro        | Madagáscar    | DNS   |       |
| 99      | 4       | El-Mir Reale            | Reunião       | DNS   |       |

### Semifinal
Qualificação: 3 atletas de cada bateria (Q) mais os 2 melhores qualificados (q).
| Posição | Bateria | Atleta               | Nacionalidade | Tempo | Notas |
| ------- | ------- | -------------------- | ------------- | ----- | ----- |
| 1       | 1       | Antony Pesela        | Botswana      | 45.40 | Q     |
| 2       | 2       | Samuel Ogazi         | Nigéria       | 45.44 | Q     |
| 3       | 2       | Takudzwa Chiyangwa   | Zimbabwe      | 45.51 | Q     |
| 4       | 2       | Aaron Adoli          | Uganda        | 45.66 | Q     |
| 5       | 1       | Boniface Mweresa     | Quênia        | 45.70 | Q     |
| 6       | 2       | Cheikh Tidiane Diouf | Senegal       | 45.74 | q     |
| 7       | 1       | Dubem Amene          | Nigéria       | 45.83 | Q     |
| 8       | 1       | Lee Eppie            | Botswana      | 45.96 | q     |
| 9       | 1       | Chidi Okezie         | Nigéria       | 45.96 |       |
| 10      | 2       | Kevin Kipkorir       | Quênia        | 46.01 |       |
| 11      | 2       | Boitumelo Masilo     | Botswana      | 46.16 |       |
| 12      | 1       | Mohamed Zerhoum      | Marrocos      | 46.51 |       |
| 13      | 2       | Abdennour Bendjemaa  | Argélia       | 46.61 |       |
| 14      | 1       | Mthi Mthimkulu       | África do Sul | 46.73 |       |
| 15      | 2       | Adrian Swart         | África do Sul | 46.97 |       |
| 16      | 1       | Dennis Hove          | Zimbabwe      | 46.98 |       |

### Final
A final ocorreu dia 23 de junho às 16:50.
| Posição           | Raia | Atleta               | Nacionalidade | Tempo | Notas |
| ----------------- | ---- | -------------------- | ------------- | ----- | ----- |
| Medalha de ouro   | 1    | Cheikh Tidiane Diouf | Senegal       | 45.23 |       |
| Medalha de prata  | 2    | Lee Eppie            | Botswana      | 45.39 |       |
| Medalha de bronze | 4    | Samuel Ogazi         | Nigéria       | 45.47 |       |
| 4                 | 5    | Boniface Mweresa     | Quênia        | 45.62 |       |
| 5                 | 8    | Aaron Adoli          | Uganda        | 45.93 |       |
| 6                 | 6    | Antony Pesela        | Botswana      | 46.17 |       |
| 7                 | 7    | Dubem Amene          | Nigéria       | 46.27 |       |
| 8                 | 3    | Takudzwa Chiyangwa   | Zimbabwe      | 46.51 |       |

Legenda
| Recorde mundial       | Recorde mundial (World record)               |                       | Recorde africano                      | Recorde africano (African) |                                           | Q | Classificado por posição (Qualified) |
| Recorde do campeonato | Recorde do campeonato (Championship record)  | Recorde da América    | Recorde da América (Americas)         | q                          | Classificado por melhor tempo (Qualified) |   |                                      |
| Melhor marca do ano   | Melhor marca do ano (World leading)          | Recorde asiático      | Recorde asiático (Asian)              | DNS                        | Não largou (Did not start)                |   |                                      |
| Recorde nacional      | Recorde nacional (National record)           | Recorde europeu       | Recorde europeu (European)            | DNF                        | Não terminou (Did not finish)             |   |                                      |
| Recorde pessoal       | Recorde pessoal do atleta (Personal best)    | Recorde da Oceania    | Recorde da Oceania (Oceania)          | DSQ / DQ                   | Desclassificado (Disqualified)            |   |                                      |
| Recorde da temporada  | Recorde da temporada do atleta (Season best) | Recorde sul-americano | Recorde sul-americano (South America) | NM                         | Sem marca (No mark)                       |   |                                      |